# Sudestada

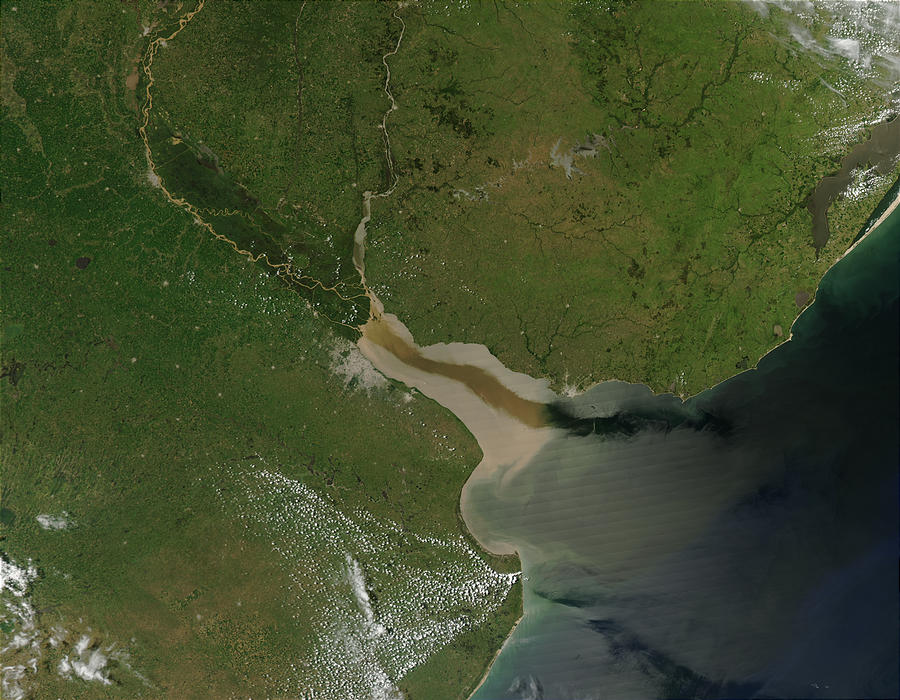
a Foz do Rio da Prata entre a Argentina e o sul do Uruguai é o local onde as sudestadas ocorrem

Sudestada (da palavra sudeste + o sufixo ada) é o nome argentino para um fenômeno climático comum na região do Rio da Prata, entre a Argentina e o Uruguai, provocado por fortes ventos que sopram do sudeste.

## Conceito
O fenômeno consiste na rotação repentina de ventos que sopram do sul para o sudeste. Essa mudança leva as massas de ar com umidade oceânica, causando chuvas fortes e mar agitado nas regiões costeiras. A circulação de ar também aumenta a intensidade dos ventos.
"Quando ocorre a 'sudestada', (...) a água é jogada para as áreas marginais causando grandes alagamentos. A força do vento pode represar a água do rio, dificultando seu escoamento normal para o mar. A combinação de maré alta e 'sudestada' produz grandes enchentes na região", explicou o portal Terra em 2016.

## Tipos e causas da sudestada
Uma sudestada pode ocorrer com ou (menos comumente) sem precipitação. Esta última é causada por um sistema de alta pressão, centrado no sudoeste da Província de Buenos Aires, Argentina, que leva ventos persistentes para a foz do Rio da Prata.
Uma sudestada com chuva, por outro lado, é gerada pelo efeito combinado de dois sistemas: um de alta pressão localizado no Oceano Atlântico da costa da Patagônia central, que leva o ar frio do mar para o leste da Província de Buenos Aires e o ao sul do litoral argentino e do Uruguai, e um sistema de baixa pressão, localizado sobre o centro-sul da Mesopotâmia argentina e oeste do Uruguai, que traz ar quente e úmido para a mesma região. À medida que a pressão no último sistema cai, os ventos do sudeste aumentam.

## Características gerais
- é mais provável de acontecer entre julho e outubro, mas ao menos em 2022 aconteceu também em janeiro[4][5]
- é um fenômeno associado a ventos fortes[2]
- é um fenômeno associado, geralmente, a chuvas fortes
- devido aos ventos fortes, há agitação marítima e no Rio da Prata, com ondas que podem alcançar 6 metros de altura [6]

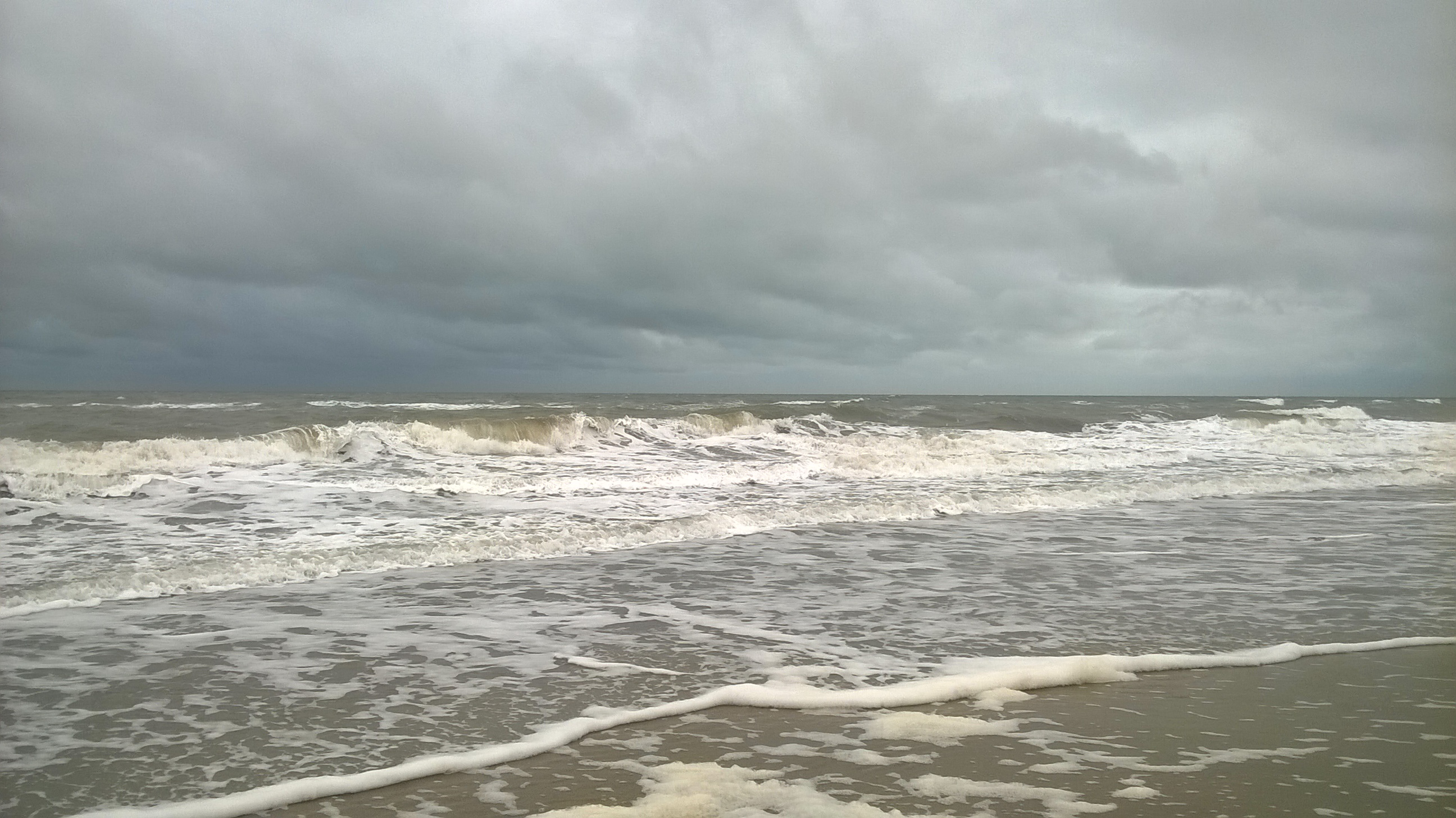
Agitação marítima causada pelo vento
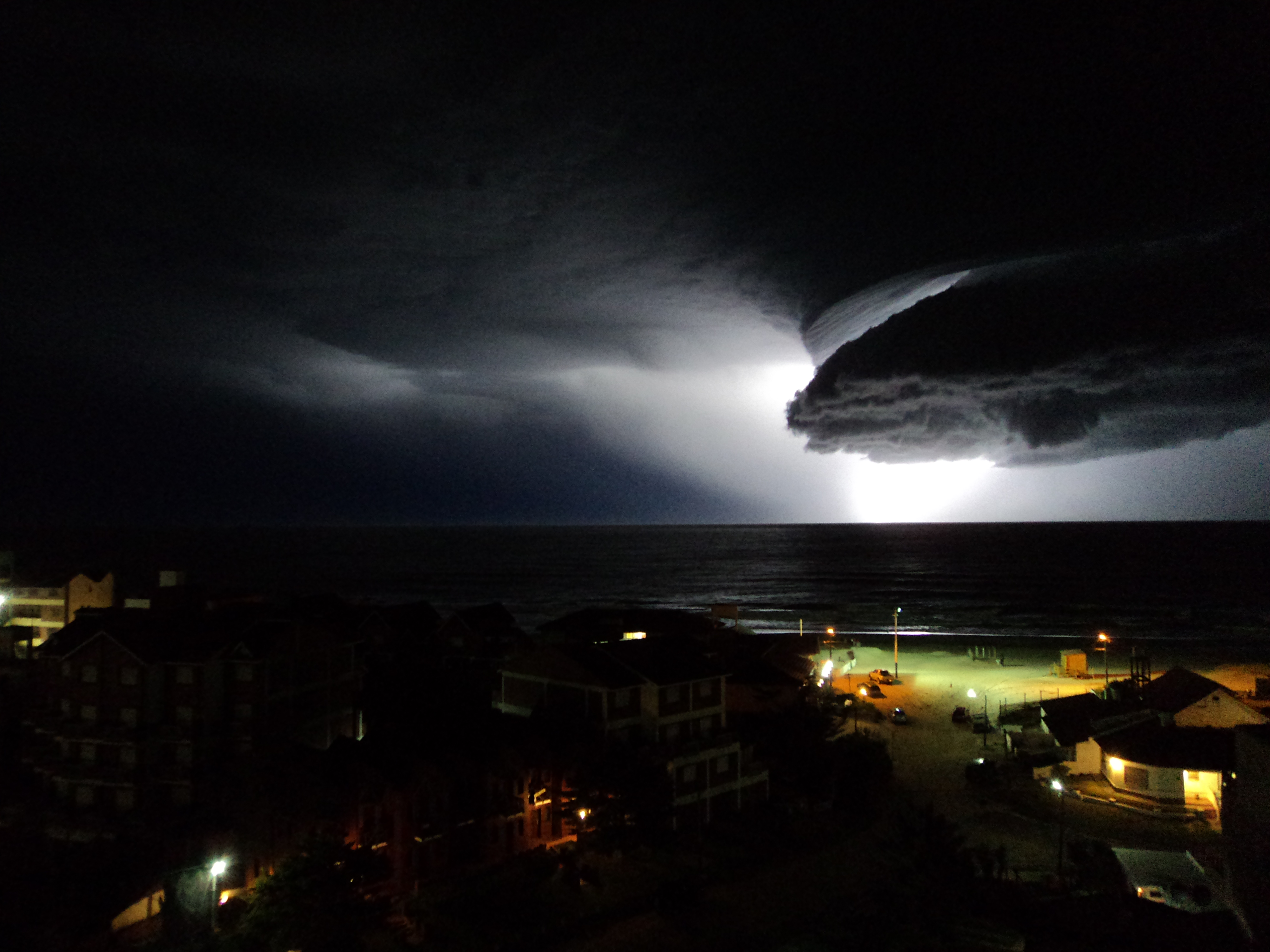
Tempestade durante a sudestada na Villa Gesell, Província de Buenos Aires